# 内山完造千爱里旧居

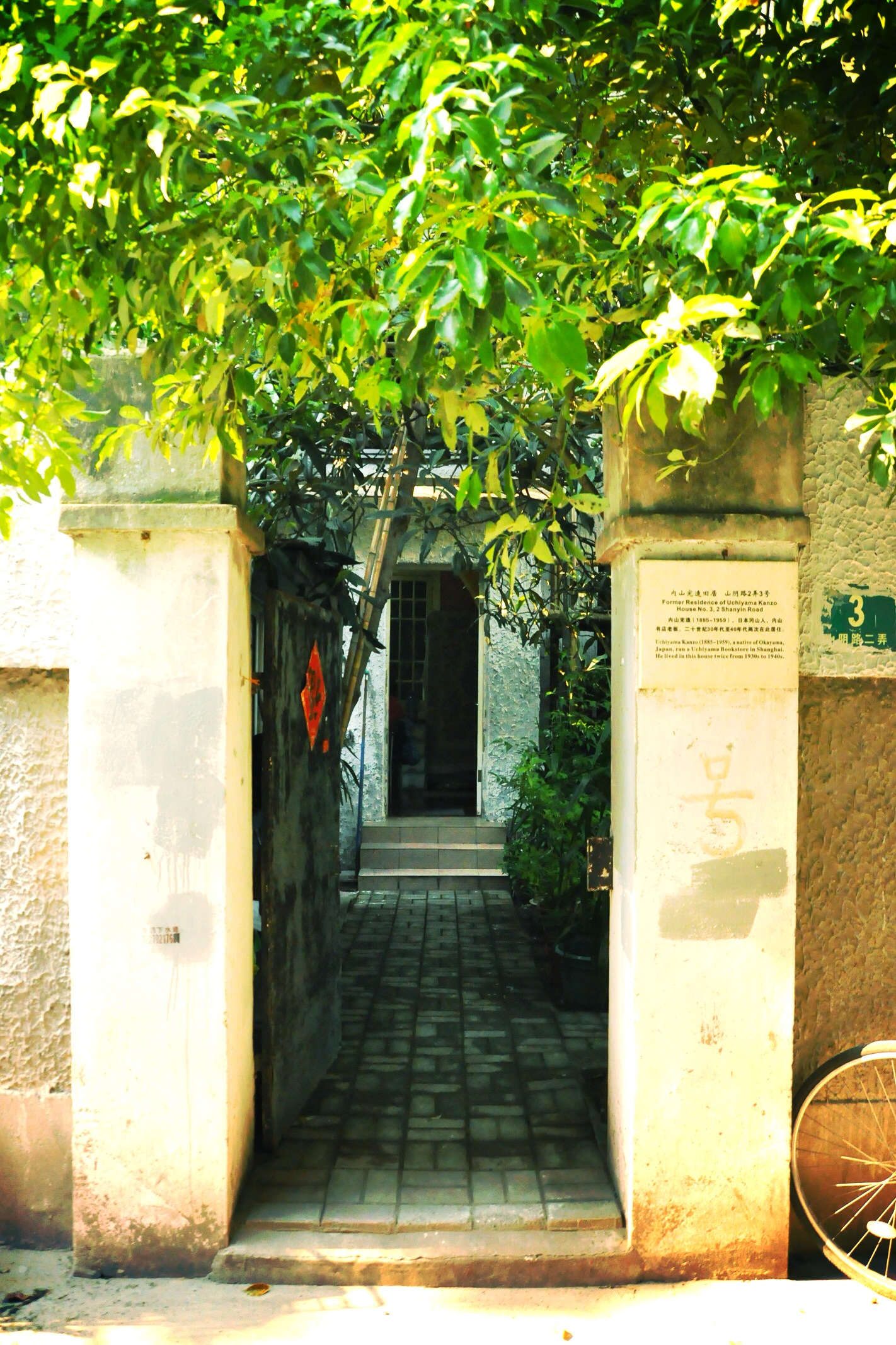

内山完造千爱里旧居是中国上海市的一座历史建筑，位于虹口区四川北路街道山阴路2弄（千爱里）3号。
2003年，内山完造千爱里旧居被列为虹口区登记不可移动文物。